# Retzen
Retzen ist ein Ortsteil der nordrhein-westfälischen Stadt Bad Salzuflen im Kreis Lippe in Deutschland.

## Geographie

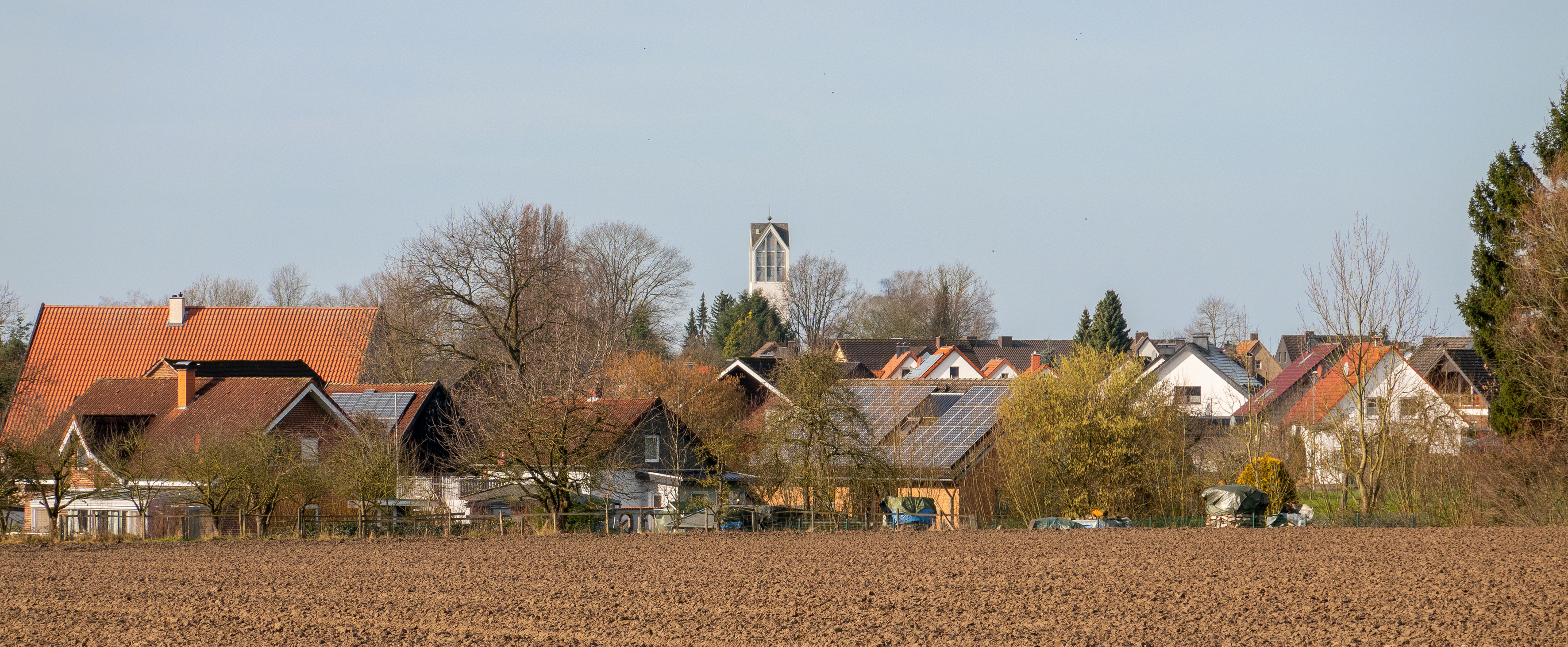
Retzen, Ansicht von Osten

### Lage
Retzen liegt im Osten der Stadt Bad Salzuflen und besteht aus zwei getrennten Arealen, die durch den Salzufler Ortsteil Grastrup-Hölsen getrennt werden. Im Nordosten des Ortsteils liegt das Gut Volkhausen.

### Schutzgebiete
Im Nordwesten, südlich von Bergkirchen, ist seit 2002 das Naturschutzgebiet „Bachtal bei Grünau“ ausgewiesen. Außerdem liegen im Gebiet von Retzen die Landschaftsschutzgebiete „Sudbach“, „Siek nordwestlich Gut Volkhausen“, „Bachtal am Gut Volkhausen“ und „Am Rott“.

## Geschichte

### Retzen
Feuersteinartefakte sind Zeugen einer Besiedlung schon während der Mittelsteinzeit im Gebiet des heutigen Bad Salzufler Ortsteils Retzen.
Zwischen 1324 und 1360 wird der Ort Retzen als Rettersen erstmals schriftlich erwähnt. Weitere belegte Namen sind Rattersen (1363), Retterzen (1370), Rettzen (1450), Retze (1476, im Landschatzregister), Rettherschen (1488), Retzenn (1514, im Lemgoer Bürgerbuch), Retzen (1619, im Lemgoer Bürgerbuch) und Ritzen (1758).
Am 1. März 1923 wurde die Gemeinde Retzen durch Ausgliederung aus der bisherigen Gemeinde Retzen-Papenhausen neu gebildet. Bis zur Eingemeindung nach Bad Salzuflen am 1. Januar 1969 war Retzen eine selbstständige Gemeinde im Kreis Lemgo.

### Volkhausen
Für Volkhausen sind folgende Namen historisch belegt: Volkerdissen (1309; 1322; 1411), Wolmerdissen (1428), Volkersen (1467 im Landschatzregister), Volkerdisse (1477), Volkirsen (1488, im Landschatzregister), Volkerssen (1497, im Landschatzregister), Volkerdissen (1528), Volkerdyssen (1548), Volchusen (1557), Volckerdissen (1569, im Lemgoer Bürgerbuch), Volckhausen (1583, im Lemgoer Bürgerbuch), Volxhausen (1587), Volckhusen (1590, im Landschatzregister; 1617), Volckhaußen (1614 und 1615, in den Salbüchern und Volcksen (um 1625, im Landschatzregister).

„Salzuflen – Es wird hiedurch bekant gemacht, daß das Gut Volkhausen im Amt Schötmar belegen, bestehend in hinlänglichen Gebäuden, Gartens, Länderey, Wiesen, Weiden, Schäferei, Fischteichen, Mahlmühle und der Mastung, zukünftigen Petri auf 6 Jahre verpachtet werden sol. Der Anschlag und Conditiones sind bei dem Hrn. Volkhausen hieselbst zu bekommen.“

„Diejenigen Personen, welche Ansprüche an die unter 1 bis 4, 5–11 auf dem Hypothekenbuchsfolio des Amtsmeierhofes Volkhausen Nr. 1 der Bauernschaft Retzen und Papenhausen eingetragenen, in der Bekanntmachung vom 21. Juni v. J. näher beschriebenen Hypotheken hier nicht erhoben haben, sind durch Bescheid vom 31. v. M. mit solchen ausgeschlossen und ist die Löschung der Eintragungen vollzogen.
Schötmar, den 1. Juni 1876. / Fürstlich Lippisches Amt. / J. B. Pustkuchen.“

## Politik

### Wappen und Banner

Banner

Blasonierung: „In Gold (Gelb) ein mit drei goldenen (gelben) Schilfkolben belegter erhöhter blauer Schräglinksbalken.“
Das Wappen und das Banner sowie ein Siegel wurden der Gemeinde am 16. Juli 1963 durch den Innenminister des Landes Nordrhein-Westfalen verliehen. Das Wappen bezieht sich auf Rethar (Ried, Schilf) eine mögliche Ableitung von Retzen. Die Schilfkolben stehen somit redend für den Ortsnamen.
Beschreibung des Banners: „Das Banner ist blau-gelb-blau im Verhältnis 1:4:1 längsgestreift mit dem aufgelegten Wappen oberhalb der Mitte“.

### Gemeindevorsteher und Bürgermeister
In der Zeit der Selbständigkeit amtierten fünf Bürgermeister – bis 1935 Vorsteher genannt: Gustav Burmeier (ab 1923), Albrecht Bicker, Karl Steinhage (bis 1946), Wilhelm Blanke (1946 bis 1960) und Gustav Schormann (1960 bis 1968).
- Siehe auch → Liste der Bürgermeister der Stadt Bad Salzuflen

## Kultur und Sehenswürdigkeiten

### Religion

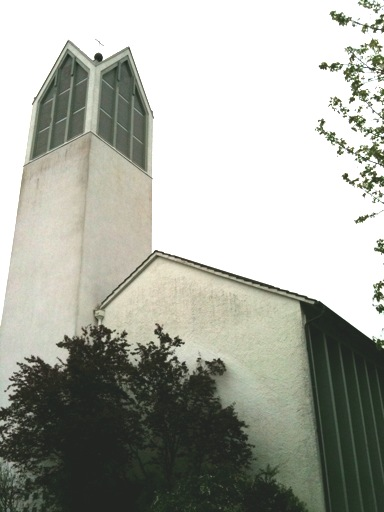
Evangelische Kirche in Retzen

Die evangelisch-reformierte Gemeinde von Retzen wurde 1953 gegründet. Der Pfarrbezirk umfasst die Ortsteile Retzen, Grastrup und Papenhausen. Die 1960 eingeweihte Kirche der evangelischen Gemeinde liegt am Kirchweg.
Die Katholiken des Ortsteils gehören zur Gemeinde St. Kilian in Schötmar.
Im Norden von Retzen, auf dem Eickberg, befindet sich die bereits 1850 errichtete evangelische Kirche Bergkirchen. Die evangelisch-lutherische Gemeinde von Bergkirchen hat ihren Ursprung in der Erweckungsbewegung.

### Baudenkmäler
Folgende Bauwerke in Retzen sind in der Denkmalliste der Stadt Bad Salzuflen eingetragen; Grundlage für die Aufnahme war das Denkmalschutzgesetz Nordrhein-Westfalen (DSchG NRW):
- Haus, Papenhauser Straße 5 (Denkmalnummer: 118 / Aufnahme: 1993)
- Ehemaliger Amtmeierhof Volkhausen, Korl-Biegemann-Straße 50 (? / 2016)

### Vereine
Der 2012 gegründete Kulturring Retzen e. V. ist ein Zusammenschluss der Vereine und Institutionen Retzens. Zu ihm gehören die evangelische Kirchengemeinde, die Freiwillige Feuerwehr, der Freundeskreis des Kindergartens Retzen, der Förderverein der Grundschule Retzen, die Theater-Laienspielgruppe Retzer Bühne, der Turn- und Sportverein Rot-Weiß Grastrup-Retzen, der Tischtennisclub Retzen und der Automobilclub Retzen.
Der Verein Landeskirchliche Gemeinschaft e. V. Retzen ist im Lippischen Gemeinschaftsbund vernetzt. Er ist heute eine Ergänzung des Gemeindelebens der christlichen Gemeinden im Ort.

## Persönlichkeiten
- Ulrich Volkhausen (1854–1937), lippischer Arzt und Mundartdichter, geboren auf dem Gut Volkhausen in Retzen. Unter dem Pseudonym „Korl Biegemann“ verfasste er Prosa und Lyrik auf Lippisch Platt.